# Bengt Berndtsson
Bengt Berndtsson (ur. 26 stycznia 1933 w Göteborgu, zm. 4 czerwca 2015) – szwedzki piłkarz, napastnik. Srebrny medalista MŚ 1958. Obdarzany przydomkiem Fölet. Długoletni zawodnik IFK Göteborg.
Grał w Hisingstads IS i Lundby IF. Piłkarzem IFK został w 1951 i grał w tym klubie do 1969. Łącznie rozegrał 599 spotkań i zdobył 125 bramek. Był mistrzem Szwecji (1958). W reprezentacji Szwecji zagrał 29 razy i strzelił 5 bramek. Podczas MŚ 58 zagrał w jednym meczu.